# Жабрев, Фёдор Никитич
Фёдор Никитич Жабрев (16 июня 1893, Симбирск, Российская империя — 13 мая 1960, Москва, СССР) — советский военачальник, генерал-майор (01.09.1943), полный Георгиевский кавалер (1916).

## Биография
Родился 16 июня 1893 года в городе Симбирск, ныне Ульяновск. Русский. С 1909 года по 1912 года учился в Симбирской Чувашской учительской школе, затем работал учителем.

### Первая мировая война и революция
В августе 1914 года добровольно поступил на военную службу и был направлен на фронт. Воевал на Юго-Западном и Румынском фронтах в Карпатах в составе 121-го пехотного Пензенского и 7-го стрелкового полков. Был ранен. За боевые отличия произведён в унтер-офицеры и награждён четырьмя Георгиевскими крестами и двумя Георгиевскими медалями. В ноябре 1916 года направлен на учёбу в 1-ю Киевскую школу прапорщиков, по её окончании в мае 1917 года произведён в прапорщики и направлен младшим офицером во 2-й Сибирский запасной стрелковый полк в городе Ташкент, где служил до января 1918 года, после чего демобилизован.

### Гражданская война
19 февраля 1919	года добровольно вступил в РККА и был назначен командиром роты в 1-й Полтавский интернациональный полк (позднее переименованный в 7-й, затем в 19-й стрелковый полк). В составе этого полка в апреле — июне 1919 года воевал с войсками генерала А. И. Деникина и петлюровцами в районах Золотоноша, Мироновка, Цветково, Бобринская, Винница, в октябре — ноябре 1920 года в составе 2-й бригады сражался с врангелевскими войсками в Крыму.

### Межвоенные годы
С августа 1921 года командовал ротой в 51-м отдельном батальоне войск ВЧК, с февраля 1922 года был помощником командира роты в отдельной пограничной роте. С августа командовал 32-м отдельным пограничным взводом, затем служил в той же должности в 98-м отдельном дивизионе и в 4-м отдельном конвойном батальоне. С августа 1928 года исполнял должность адъютанта 3-го отдельного конвойного батальона. С апреля 1930 года был помощником начальника по учебно-строевой части штаба 3-й Украинской дивизии, с января 1933 года — начальником штаба 3-го конвойного полка, с октября 1933 года — командиром 14-го отдельного конвойного батальона. С января 1935 года командовал сначала 230-м конвойным полком, а с октября 1937 года — 167-м промышленным полком. Приказом НКВД от 31 января 1939 года ему было присвоено воинское звание «полковник». Член ВКП(б) с 1937 года. В апреле 1939 года назначен командиром 12-й отдельной бригады конвойных войск НКВД. С августа 1940	года занимал должность начальника отдела материально-технического обеспечения Главного управления конвойных войск НКВД.

### Великая Отечественная война
В начале войны в той же должности. В сентябре 1941 года полковник Жабрев был зачислен слушателем в Военную академию РККА им. М. В. Фрунзе. По окончании 3-месячного курса обучения 14 декабря назначен командиром 459-й стрелковой дивизии, находившейся на формировании в САВО в городе Акмолинск Казахской ССР. 16 января 1942 года дивизия была переименована в 29-ю стрелковую. По завершении формирования в конце марта 1942 года она убыла на фронт, однако по пути следования в городе Чкалов ему было приказано сдать дивизию её новому командиру полковнику А. И. Колобутину без объяснения причин.
В мае 1942 года Жабрев был назначен начальником отдела боевой подготовки 2-й резервной армии (с 6.8.1942 г. — 1-я гвардейская). С августа армия в составе Юго-Восточного, затем Сталинградского и Донского фронтов участвовала в оборонительных боях на северо-западных подступах к Сталинграду. В начале октября 1942 года полковник Жабрев был назначен врид командира 316-й стрелковой дивизии, которая вела тяжелые оборонительные бои в составе этой же 1-й гвардейской армии Донского фронта. Однако фактически дивизией не командовал — в связи с восстановлением в должности бывшего командира он вновь был зачислен в распоряжение Военного совета фронта. 21 марта 1943 года назначен командиром 193-й стрелковой дивизии. Принял дивизию в тяжёлый момент дезорганизованной после неудачного боя, однако не растерялся и привёл ее в порядок. В составе 65-й армии Центрального фронта её части вели оборонительные и наступательные бои в районе Радогощь, Литиж, Севск Брянской области. В ходе Курской битвы дивизия в составе армии отражала удар противника на севском направлении. В конце августа она неудачно вела боевые действия в ходе начавшейся Черниговско-Припятской наступательной операции. Полковник Жабрев не принял мер к наведению порядка в дивизии, потерял управление частями, проявил нерешительность и бездеятельность, сам во время боя находился на большом удалении от боевых порядков частей, ограничился неправдивыми докладами Военному совету армии. За это он 2 сентября 1943 года был отстранён от должности и зачислен в распоряжение Военного совета Центрального совета фронта.
В октябре 1943 года был назначен заместителем командира 42-го стрелкового корпуса, который вёл боевые действия на бобруйском направлении в составе 48-й армии Белорусского (с марта 1944 г. — 1-го Белорусского) фронта. В апреле 1944 года он был допущен к командованию 137-й стрелковой дивизией, находившейся в резерве фронта. До июня она занималась боевой подготовкой и строительством оборонительных рубежей. 3 июня дивизия была подчинена 48-й армии и сосредоточена на плацдарме на реке Днепр севернее Рогачева. В конце июня она была введена в бой. Её части форсировали реку Ола и завязали бои на её западном берегу. Выйдя к реке Березина восточнее города Бобруйск, они форсировали её и овладели городом, затем вели бои по ликвидации окружённых остатков бобруйской группировки противника. За успешное форсирование р. Березина и освобождение г. Бобруйск ей было присвоено почётное наименование «Бобруйская» (05.07.1944). В дальнейшем дивизия под его командованием успешно действовала в Люблин-Брестской наступательной операции, в захвате плацдарма на западном берегу реки Нарев, в наступлении в направлении на Пултуск. С ноября 1944 года генерал-майор Жабрев находился на лечении в госпитале № 1890, затем в Центральном клиническом госпитале в Москве и в санатории «Архангельское». В конце апреля 1945 года он был назначен командиром 33-й запасной стрелковой Муромской дивизии.
За время войны комдив Жабрев был один раз персонально упомянут в благодарственном приказе Верховного Главнокомандующего

### Послевоенное время
После войны продолжал командовать этой дивизией вплоть до её расформирования в январе 1946 года. В мае 1946 года гвардии генерал-майор Жабрев уволен в запас по болезни.
Жил в Москве. Умер 13 мая 1960 года. Похоронен на Кузьминском кладбище в Москве.

## Награды
СССР
- орден Ленина (21.02.1945)[6][7]
- два ордена Красного Знамени (25.01.1944[8], 03.11.1944[9][7])
- орден Суворова II степени (23.08.1944)[10]
- орден Кутузова II степени (06.04.1945)[11]
  - медали в том числе:
  - «XX лет Рабоче-Крестьянской Красной Армии» (1938)[11].
  - «За оборону Москвы»
  - «За оборону Сталинграда» (1943)[11].
  - «За победу над Германией в Великой Отечественной войне 1941—1945 гг.» (20.09.1945)[12]

Приказы (благодарности) Верховного Главнокомандующего в которых отмечен Ф. Н. Жабрев.
- За овладение штурмом городом и крупной железнодорожной станцией Бобруйск — важным узлом коммуникаций и мощным опорным пунктом обороны немцев, прикрывающим направления на Минск и Барановичи. 29 июня 1944 года. № 125.

Российская империя
- Георгиевский крест 1-й степени (1916)
- Георгиевский крест 2-й степени
- Георгиевский крест 3-й степени
- Георгиевский крест 4-й степени
- Георгиевская медаль 3-й степени
- Георгиевская медаль 4-й степени